# Frank Iero
Frank Anthony Iero Jr. (født 31. oktober 1981) er guitarist i det alternative rockband My Chemical Romance, samt forsanger i bandet Leathermouth. Herudover har han stiftet sit eget pladeselskab Skeleton Crew.
Iero blev en del af My Chemical Romance i 2002, da de begyndte at lede efter en guitarist mere (udover Ray Toro), for bedre at kunne opnå den rette lyd.

## Barndom
Som lille spillede Iero både trommer og klaver for at behage sine forældre, men han hadede begge instrumenter. Første gang han fik en guitar i hånden, vidste han at det skulle være det, og siden hen har han lært at mestre den. Han lærte at spille guitar ved at efterligne Billie Joe Armstrong, forsanger og guitarist i Green Day.

## Privatliv
Hans familie stammer fra Italien. Den 9. marts 2008 blev han gift med sin forlovede, Jamia Nestor. De har i dag tvillingerne Cherry og Lily, som blev født kort før jul 2010.